# Такахаґі

36°42′49″ пн. ш. 140°42′35″ сх. д. / 36.71361° пн. ш. 140.70972° сх. д.
Такаха́ґі (яп. 高萩市, たかはぎし, МФА: [takahagʲi ɕi̥]) — місто в Японії, в префектурі Ібаракі.

## Короткі відомості
Розташоване в північно-східній частині префектури, на березі Тихого океану. Виникло на основі шахтарських поселень 19 століття у вугільному басейні Дзьобан. Статус міста отримало 23 листопада 1954 року. Основою економіки є виробництво паперу, харчова промисловість, лісопереробка і скотарство. До середини 20 століття провідну роль відігравала вугільна промисловість. Станом на 1 жовтня 2007 площа міста становила 193,65 км². Станом на 1 серпня 2008 населення міста становило 31 818 осіб.